# Volksplatz Borna

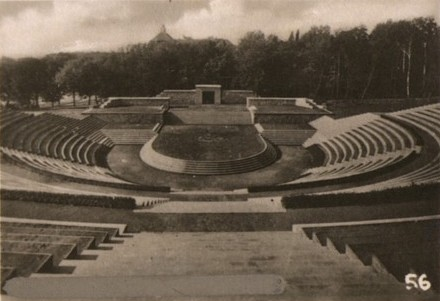
Volksplatz Borna auf einer Ansichtskarte aus der DDR-Zeit

Der Volksplatz Borna ist eine Freilichtbühne und ehemaliger Thingplatz. Er wurde in Form eines 180-Grad-Amphitheaters in einer ehemaligen Sandgrube nördlich der ehemaligen Bergbrauerei Borna angelegt.

## Beschreibung der Anlage
Die in der Art eines römischen Amphitheaters angelegten Sitzplätze in Form von Traversen wurden in drei mal drei Bereiche unterteilt: Drei Ränge mit drei Bereichen. Der Höhenunterschied vom Vorführgebäude zur Bühne beträgt 12,5 m. Ausgestattet mit einem Eingang unten im Norden, links vom Bühnengebäude und einem Eingang oben im Süden neben dem Vorführ- und Bürogebäude. Im Norden befindet sich die Bühne mit dahinter angeschlossenem Bühnengebäude. In diesem befinden sich Künstlergarderoben, Sanitäranlagen, Lager und Werkstatt. Am unteren Eingang befindet sich ein weiteres Gebäude mit einer weiteren Garderobe und einem Technikraum. Rechts von der Bühne oberhalb des Hanges befinden sich Besuchertoiletten. Oberhalb des Bühnengebäudes befindet sich die Filmwand mit einer Höhe von 20 m über dem Dach des Bühnengebäudes. Mit einer Breite von 28 m und einer Höhe von 18 m ist dies Europas größte feststehende Filmwand. Das gesamte Gelände ist ca. 9200 m² groß, ausschließlich der Bühnenanfahrt, die zum Löscherpark gehört.
Der Volksplatz wurde 1933 auf Anregung des Bürgermeisters Friedrich Munde vom Architekten Fritz Schaller als Thingplatz für die Thingsbewegung (chorisches Massentheater als Gemeinschaftserlebnis) entworfen. 1934 begannen die Bauarbeiten und mit einem Thingfest, 1935 wurde der Platz feierlich in Betrieb genommen. Ab 1936 wurde die Bühne von der damaligen NS-Regierung als Propagandaplatz missbraucht und in „Stätte der Volksgemeinschaft“ umbenannt. Ziel hier war die Unterdrückung der Thingbewegung, da sie für die damaligen Machthaber nicht mehr kontrollierbar war.
Nach 1945 begann die Zeit in der sowjetischen Besatzungszone, ab 1949 die Zeit der DDR und da wurde die Arena in „Volksplatz“ umbenannt, dessen Namen die Arena heute noch trägt. Ab und an wurde auch in offiziellen Unterlagen der Name „Volksbühne“ benützt. Mit Ende der DDR begann auch der Untergang der im Sommer regelmäßigen gut besuchten Spielstätte. Von 1989 bis 1994 verwaiste die Arena aufgrund des finanziellen Engpasses der Stadt Borna. 1994 hat dann eine Gruppe Jugendlicher und Erwachsener angefangen, die bis dahin stark verwilderten Arena zu nutzen. Seitdem wird durch den daraus hervorgegangenen Verein die Arena erhalten und bewirtschaftet.

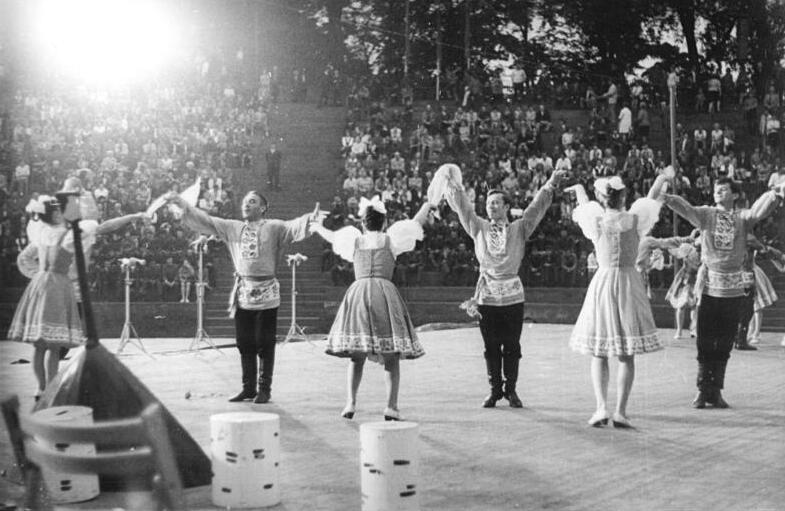
Sowjetische Volkstanzgruppe bei den 13. Arbeiterfestspielen in Borna (1971)

Zu Zeiten der DDR wurde der Platz für verschiedene Veranstaltungen benutzt. Da waren die Mai-Kundgebungen, FDJ-Treffen, Turntreffen, Klassik- und Popkonzerte. Und besonders das Freilicht-Kino, welches schon vor dem Bau der Filmwand stattfand, war ein Besuchermagnet.

## Lage
Der Platz befindet sich in Borna in direkter Nachbarschaft zum Breiten Teich, einem innerstädtischen Gewässer mit umliegenden parkähnlichen Grünanlagen wie die Löscheranlagen im Norden. Im Osten befinden sich das Hochhaus und das Kinderheim. In unmittelbarer Umgebung befindet sich südlich der Arena das Bornaer Stadtkulturhaus. Dieser Bereich soll seitens der Stadt Borna zu einer Flaniermeile mit verschiedenen Freizeitangeboten unter Einbeziehung der ehemaligen Reithalle und des ehemaligen Pionierhauses umgebaut und umgenutzt werden und befindet sich direkt an der heutigen B93 und 176. Der Volksplatz bietet dabei eine gute Ergänzung in diesem Nutzungskonzept für Kultur- und Erlebnisveranstaltungen. Ein entsprechender Wettbewerb zur Gestaltung dieses Areal ist von der Stadt Borna schon durchgeführt und prämiert worden.
Der Platz ist Eigentum der Stadt Borna. Der Verein zur Erhaltung und Betreibung des Volksplatzes zu Borna e.V. unterhält den Platz in puncto Instandsetzung, kleineren Reparaturen und Pflege und versucht gleichzeitig, anspruchsvolle Veranstaltungen in der Open-Air-Saison auf die Bühne zu bekommen. Der Verein tritt sowohl selbst als Veranstalter als auch Vermieter an andere Veranstalter auf. Der Verein hat zurzeit 61 Mitglieder, der Vereinsvorstand sechs.

## Geschichte des Vereins
Nach der Wende lag der Platz fast fünf Jahre brach. Noch im Startjahr des Vereins zur Erhaltung und Betreibung des Volksplatzes in Borna e.V. begannen die ersten Veranstaltungen. Steigende Besucherzahlen gaben den Verantwortlichen im Verein Recht, das Richtige getan zu haben, als sie den Platz von der Stadt Borna übernahmen. 4500 Besucher bei den SAW-Hitarena-Konzerten, fast 5500 Zuschauer zur Coke Night 2002 und fast 5000 zum Konzert von Howard Carpendale 2009 waren ein beachtlicher Erfolg. Seither pflegt der Verein das gesamte Gelände, führt Reparaturen aus und veranstaltet Events.

## Sanierungsarbeiten
2009 wurden endlich nach vielen Jahren des mühsamen Erhaltens Gelder im Rahmen des EFRE-Programmes zur Verfügung gestellt und einige der wichtigsten Dinge grundlegend saniert. Darunter fallen unter anderem die kompletten Sitzplätze (Traversen), die Bühnenfläche, das Dach des Bühnengebäudes und die Sanierung der Abwasserkanäle. Auch Sicherheitsmaßnahmen für große Veranstaltungen wie Handläufe und Notfallbeleuchtung wurden realisiert. Auch im Jahr 2010 werden noch Baumaßnahmen stattfinden, welche aber zur Open-Air-Saison beendet sein sollen.
2009 begannen die Bauarbeiten mit der Sanierung des Grundgerüstes der Filmwand. Danach wurde mit der Sanierung der noch erhaltenen Traversen aus Rochlitzer Porphyr begonnen und abgeschlossen. Das Bühnengebäude hat ein neues Dach bekommen und die Bühne wurde anstatt der alten Betonfläche jetzt gepflastert. Zur Sicherheit bei Veranstaltungen wurde ein Notstromgerät samt der Notstrombeleuchtung installiert und die drei Treppen bekamen endlich ein Mittelgeländer, so dass auch Kinder und ältere Menschen sicher die Treppen benutzen können.

## Veranstaltungen
Seit Jahren regelmäßig führt der Verein ein Kinderfest im Juni zum Kindertag durch. Weitere immer wiederkehrende und damit zur Tradition gewordene eigene Veranstaltungen sind das Kinderherbstfest, die vorweihnachtlichen Puppentheater im Bühnengebäude im November und Dezember und seit 2005 das alljährliche Konzert mit der Bösen Onkelz-Coverband, den Glorreichen Halunken aus Zeitz.

## Trivia
Die Folge „Heimat“ (Folge 334, ausgestrahlt am 26. April 1992) der ARD-Serie „Lindenstraße“ spielt komplett in Borna und auch am Volksplatz.